# Automolis tricolor
Automolis tricolor là một loài bướm đêm thuộc phân họ Arctiinae, họ Erebidae.